# Микајла Мекманус
Микајла Мекманус (енгл. Michaela McManus; Ворвик, Родском острву, 20. мај 1983) је америчка филмска и телевизијска глумица. Најпознатија је по улози Ким Грејлек у серији Ред и закон: Одељење за специјалне жртве.